# Ескилстюна
Ѐскилстюна (на шведски: Eskilstuna, произнася се ['ɛskilstʉːna]) е град в централна Швеция, лен Сьодерманланд. Главен административен център на едноименната община Ескилстюна. Разположен е около река Ескилстюнаон между езерата Меларен и Йелмарен. Намира се на около 80 km на запад от столицата Стокхолм. Получава статут на град през 1659 г. ЖП възел. Има летище. Населението на града е 64 679 жители според данни от преброяването през 2010 г.

## Личности
Родени
- Мика Вяюрюнен (р. 1981), финландски футболист

## Побратимени градове
- Гатчина, Русия
- Ерланген, Германия
- Есбер, Дания
- Лвов, Украйна
- Лутън, Англия
- Ставангер, Норвегия
- Ювяскюля, Финландия